# The Texas Chainsaw Massacre (2003)
The Texas Chainsaw Massacre is een Amerikaanse horrorfilm uit 2003 onder regie van Marcus Nispel. De film is een nieuwe versie van de gelijknamige film uit 1974 onder regie van Tobe Hooper.
De film werd genomineerd voor een Razzie Award voor slechtste herverfilming, maar ook voor een Golden Trailer Award voor beste horrorfilm en Saturn Awards voor beste horrorfilm en beste actrice (Jessica Biel).

## Inhoud
Op 18 augustus 1973 zijn vijf collegestudenten na een trip in Mexico op weg naar een concert van Lynyrd Skynyrd. Kemper rijdt samen met zijn vriendin Erin, hun vrienden Andy en Morgan en de onderweg opgepikte Pepper over een verlaten weg wanneer ze bijna inrijden op een tienermeisje dat volledig in de war is en onsamenhangende taal uitslaat. De vijf vrienden willen de blondine naar veiliger oord brengen, maar de situatie loopt uit de hand wanneer het meisje plotseling een pistool tevoorschijn haalt en zichzelf door de mond schiet. Het vijftal kan de sheriff niet bereiken en stopt langs de kant van de weg bij een winkel waar de theedame vertelt dat de sheriff zich bij de molen bevindt.
Op een verlaten terrein vinden ze het verwaarloosde kind Jedediah, dat de vrienden mededeelt dat de sheriff zich thuis aan het bezatten is. Na aanwijzingen van het jongetje gaan Erin en Kemper door de bossen op zoek naar het huis van de familie Hewitt. Erin mag de woning van de eigenaar betreden om telefonisch om hulp te vragen, maar als de oude Monty, die in een rolstoel zit, haar hulp behoeft en Kemper vervolgens naar binnen gaat om haar te zoeken, wordt Kemper door Thomas Hewitt met een bijl vermoord en moet Erin het op een lopen zetten om niet ook slachtoffer te worden van de gemaskerde maniak.
Sheriff Hoyt arriveert ondertussen bij de molen, waar Andy, Morgan en Pepper – in bijzijn van Jedediah – zijn achtergebleven. De zonderlinge diender wikkelt het lichaam van het dode meisje in cellofaan, stop het verpakte lijk in de achterbak van zijn dienstwagen en vertrekt zonder verdere mededelingen. Erin treft het trio aan zonder enig levensteken van Kemper, waarop ze zich – vergezeld door Andy – opnieuw naar de boerderij begeeft. Ze probeert Monty af te leiden, zodat Andy probleemloos de woning kan binnengaan. Als de eigenaar ontdekt dat een ongenode gast door zijn huis spookt, maant hij Thomas Hewitt om af te rekenen met de ongewenste indringer. Later zal stilaan blijken dat alle voorgaande personages (theedame, oom Monty, sheriff Hoyt, Jedediah, Thomas) in het verlaten dorp in Texas een samenhangende gemeenschap vormen met Thomas Hewitt als centrale figuur, een adoptiefzoon om wie de anderen zich als kannibalen-familie bekommeren, en die een masker draagt van mensenhuid omwille van een aangeboren gezichtsmisvorming.
Erin weet ongehavend de molen te bereiken, maar kan niet verhinderen dat Andy door toedoen van een kettingzaag een been verliest en op brute wijze aan een vleeshaak wordt gehangen. Bij de molen wordt het resterende drietal ongewild verrast door de terugkomst van sheriff Hoyt, die voorkomt dat Erin, Morgan en Pepper met de auto ontsnappen en hen na de vondst van marihuana beveelt op de grond te blijven liggen. De sheriff gebiedt Morgan de zelfmoord van het tienermeisje te reconstrueren, maar na een mislukte moordpoging met een ongeladen wapen slaat hij Morgan in de boeien en brengt hem naar de boerderij. Na een oproep van Hoyt stort 'Leatherface' (Thomas Hewitt) zich bij het busje op de meiden, waarbij Pepper met diens kettingzaag in twee gelijke stukken wordt gereten. Erin ziet dat het moordende monster een nieuw masker draagt met de aanblik van Kempers gezicht, waarna ze nogmaals op de vlucht slaat en een woonwagen aantreft die wordt bewoond door Luda Mae, Henrietta en een ontvoerde baby. Een kop thee voor de gemoedsrust dient er in werkelijkheid voor om haar buiten westen te brengen.
Bij het ontwaken ziet Erin zich omringd door de familie Hewitt: oom Monty, vader Charlie (sheriff Hoyt), moeder Luda Mae, zoon Thomas (Leatherface), dochter Henrietta en zoon Jedidiah. Luda Mae verklaart dat ze het plaatselijke slachthuis als bedrijf uit de vroegere dagen hebben verruild voor het vangen en doden van mensen om vervolgens hun vlees aan de man te brengen. Een worp van de trap de kelder in brengt Erin oog in oog met Andy, die ze op zijn verzoek met een mes uit zijn lijden verlost, en met Morgan, die nog steeds geboeid in zittende houding in een badkuip is geplaatst. Jedidiah, het enige medelijdende personage van de sinistere familie, helpt Erin en Morgan te ontsnappen aan de kettingzaag van Leatherface, waarop het koppel een verlaten huis ontdekt. De psychopaat stuit op de gestalte van Erin, maar laat bij een aanval van Morgan zijn gemotoriseerde wapen vallen. Leatherface hangt de sullige jongen aan een kroonluchter en geeft hem een laatste behandeling die ervoor zorgt dat hij niets meer zal kunnen navertellen. In de moed der wanhoop zet Erin alles op alles om het verlaten onheil levend en wel te verlaten.

## Rolverdeling
- Jessica Biel - Erin
- Eric Balfour - Kemper
- Jonathan Tucker - Morgan
- Mike Vogel - Andy
- Erica Leerhsen - Pepper
- Andrew Bryniarski - Thomas "Leatherface" Hewitt
- R. Lee Ermey - Charlie Hewitt / sheriff Hoyt
- Terrence Evans - Monty Hewitt
- David Dorfman - Jedidiah Hewitt
- Marietta Marich - Luda Mae Hewitt
- Heather Kafka - Henrietta Hewitt
- Lauren German - liftend tienermeisje
- Kathy Lamkin - theedame
- Brad Leland - Big Rig Bob

## Stemmen
- John Larroquette - verteller
- Scott Martin Gershin - Thomas "Leatherface" Hewitt

## Verschillen met het origineel
- De laatste vijftien minuten van de nieuwe versie vormen het grootste verschil met de film uit 1974. De scène waarmee deze aanvangen, is vrijwel gelijk aan de allerlaatste scène in het origineel. De belevenissen van Jessica Biel die hierop volgen en haar (auto)aanval op Sheriff Hoyt komen in het origineel niet voor.
- In het origineel uit '74 belandt een van de slachtoffers vastgebonden aan de dinertafel van de Hewitts (in het origineel de Sawyers geheten), terwijl deze zelf op het menu staat. Deze scène komt in de nieuwe versie niet terug.

## Filmmuziek
1. Pantera - Immorally Insane
2. Hatebreed - Below The Bottom
3. SOiL - Pride
4. Static-X - Deliver Me
5. Mushroomhead - 43
6. Seether - Pig
7. Down In Flames
8. 40 Below Summer - Self-Medicate
9. Motograter - Suffocate
10. Shadows Fall - Destroyer Of Senses
11. Meshuggah - Rational Gaze
12. Fear Factory - Archetype (remix)
13. Morbid Angel - Enshrined By Grace
14. Index Case - Listen
15. Lamb Of God - Ruin
16. Finger Eleven - Stand In Shadow
17. Sworn Enemy - As Real As It Gets
18. Five Months